# Soupisky hokejových reprezentací na MS 2017 (skupina B)
Mistrovství světa v ledním hokeji 2017 elit se zúčastnilo celkem 16 národních týmů. Každý tým musí mít na soupisce nejméně 15 bruslařů (útočníků a obránců) a dva brankáře, a nanejvýš 22 bruslařů a tři brankáře.

## Přehled
| Tým       | Přehled statistik | Soupiska na IIHF |
| --------- | ----------------- | ---------------- |
| Bělorusko | Zde               | Zde              |
| Česko     | Zde               | Zde              |
| Finsko    | Zde               | Zde              |
| Francie   | Zde               | Zde              |
| Kanada    | Zde               | Zde              |
| Norsko    | Zde               | Zde              |
| Slovinsko | Zde               | Zde              |
| Švýcarsko | Zde               | Zde              |

## Skupina B

### Soupiska běloruského týmu

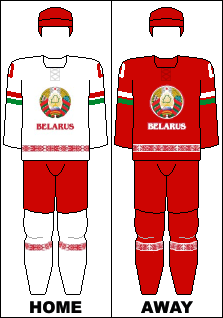
Dresy běloruské hokejové reprezentace na MS 2017

Trenér Dave Lewis nominoval na šampionát 2017 tyto hráče. 
- Hlavní trenér: Dave Lewis
- Asistent trenéra: Andrèj Mezin
- Asistent trenéra: Craig Woodcroft
- Asistent trenéra: Oleg Antoněnko

| 7  | O | Vladimir Děnisov   | 29. června 1984 (32 let)    | Traktor Čeljabinsk |
| 8  | O | Ilja Šinkevič      | 1. září 1989 (27 let)       | HK Dinamo Minsk    |
| 10 | Ú | Michail Stefanovič | 27. listopadu 1989 (27 let) | HK Něman Grodno    |
| 11 | Ú | Alexandr Kulakov   | 15. května 1983 (33 let)    | HK Dinamo Minsk    |
| 13 | Ú | Sergej Drozd       | 14. dubna 1990 (27 let)     | HK Dinamo Minsk    |
| 15 | Ú | Arťom Děmkov       | 26. září 1989 (27 let)      | Šachtar Salihorsk  |
| 17 | Ú | Jegor Šarangovič   | 6. června 1998 (18 let)     | Bělorusko U20      |
| 14 | O | Jevgenij Lisovec   | 12. listopadu 1994 (22 let) | HK Dinamo Minsk    |
| 22 | Ú | Danila Karaban     | 26. července 1996 (20 let)  | HK Dinamo Minsk    |
| 18 | O | Kristian Chenkel   | 7. listopadu 1995 (21 let)  | HK Dinamo Minsk    |
| 79 | B | Vitalij Trus       | 24. června 1988 (28 let)    | HK Něman Grodno    |
| 35 | B | Kevin Lalande      | 19. února 1987 (30 let)     | HK Dinamo Minsk    |
| 69 | B | Michail Karnauchov | 22. února 1994 (23 let)     | HK Dinamo Minsk    |
| 23 | Ú | Andrej Stas –      | 18. října 1988 (28 let)     | HK Dinamo Minsk    |
| 46 | Ú | Andrej Kosticyn    | 3. února 1985 (32 let)      | HK Soči            |
| 25 | O | Oleg Jevenko       | 21. ledna 1991 (26 let)     | Cleveland Monsters |
| 55 | O | Pavel Vorobej      | 10. září 1997 (19 let)      | Dynamo Molodechno  |
| 89 | O | Dmitrij Korobov    | 12. března 1989 (28 let)    | HK Dinamo Minsk    |
| 71 | Ú | Alexandr Pavlovič  | 7. prosince 1988 (28 let)   | HK Dinamo Minsk    |
| 74 | Ú | Sergej Kosticyn    | 20. března 1987 (30 let)    | HK Dinamo Minsk    |
| 92 | O | Roman Graborenko   | 24. srpna 1992 (24 let)     | HK Dinamo Minsk    |
| 85 | Ú | Arťom Volkov       | 28. ledna 1985 (32 let)     | HK Dinamo Minsk    |
| 88 | Ú | Jevgenij Kovyršin  | 25. ledna 1986 (31 let)     | HK Dinamo Minsk    |
| 95 | Ú | Alexandr Kogalev   | 22. května 1994 (22 let)    | Junosť Minsk       |
| 70 | Ú | Charles Linglet    | 22. června 1982 (34 let)    | Eisbären Berlín    |

### Soupiska českého týmu

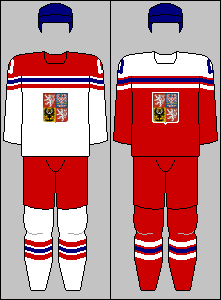
Dresy české hokejové reprezentace na MS 2017

Trenér Josef Jandač nominoval na šampionát 2017 tyto hráče. 
- Hlavní trenér: Josef Jandač
- Asistent trenéra: Jiří Kalous
- Asistent trenéra: Jaroslav Špaček
- Asistent trenéra: Václav Prospal
- Trenér brankářů: Petr Jaroš

| 3  | O | Radko Gudas        | 5. června 1990 (26 let)    | Philadelphia Flyers       |
| 5  | O | Jakub Jeřábek      | 12. května 1991 (25 let)   | HK Viťaz Moskevská oblast |
| 6  | O | Michal Kempný      | 8. září 1990 (26 let)      | Chicago Blackhawks        |
| 8  | O | Libor Šulák        | 4. března 1994 (23 let)    | Orli Znojmo               |
| 10 | Ú | Roman Červenka     | 10. prosince 1985 (31 let) | HC Fribourg-Gottéron      |
| 14 | Ú | Tomáš Plekanec – A | 31. října 1982 (34 let)    | Montreal Canadiens        |
| 16 | Ú | Michal Birner      | 2. března 1986 (31 let)    | HC Fribourg-Gottéron      |
| 17 | Ú | Vladimír Sobotka   | 2. července 1987 (29 let)  | St. Louis Blues           |
| 20 | Ú | Petr Vrána         | 29. března 1985 (32 let)   | HC Sparta Praha           |
| 33 | B | Pavel Francouz     | 3. června 1990 (26 let)    | Traktor Čeljabinsk        |
| 34 | B | Petr Mrázek        | 14. února 1992 (25 let)    | Detroit Red Wings         |
| 36 | O | Jakub Krejčík      | 25. června 1991 (25 let)   | HC Kometa Brno            |
| 38 | B | Dominik Furch      | 19. dubna 1990 (27 let)    | Avangard Omsk             |
| 43 | Ú | Jan Kovář – A      | 20. března 1990 (27 let)   | Metallurg Magnitogorsk    |
| 45 | O | Radim Šimek        | 9. září 1992 (24 let)      | Bílí Tygři Liberec        |
| 51 | Ú | Roman Horák        | 21. května 1991 (25 let)   | HK Viťaz Moskevská oblast |
| 62 | Ú | Michal Řepík       | 31. prosince 1988 (28 let) | HC Sparta Praha           |
| 69 | Ú | Lukáš Radil        | 5. srpna 1990 (26 let)     | HK Spartak Moskva         |
| 71 | Ú | Tomáš Hyka         | 23. března 1993 (24 let)   | BK Mladá Boleslav         |
| 78 | Ú | Robin Hanzl        | 10. ledna 1989 (28 let)    | HC Verva Litvínov         |
| 79 | Ú | Tomáš Zohorna      | 3. ledna 1988 (29 let)     | Amur Chabarovsk           |
| 84 | O | Tomáš Kundrátek    | 26. prosince 1989 (27 let) | HC Slovan Bratislava      |
| 88 | Ú | David Pastrňák     | 25. května 1996 (20 let)   | Boston Bruins             |
| 90 | O | Jan Rutta          | 29. července 1990 (26 let) | Piráti Chomutov           |
| 93 | Ú | Jakub Voráček –    | 15. srpna 1989 (27 let)    | Philadelphia Flyers       |

### Soupiska finského týmu

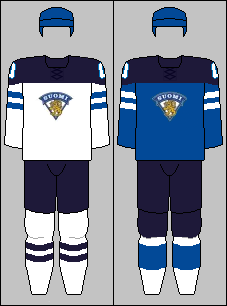
Dresy finské hokejové reprezentace na MS 2017

Trenér Lauri Marjamäki nominoval na šampionát 2017 tyto hráče. 
- Hlavní trenér: Lauri Marjamäki
- Asistent trenéra: Waltteri Immonen
- Asistent trenéra: Kalle Kaskinen
- Generální manažer: Mikko Manner

| 4  | O | Mikko Lehtonen        | 16. ledna 1994 (23 let)     | HV71                      |
| 5  | O | Lasse Kukkonen –      | 18. září 1981 (35 let)      | Oulun Kärpät              |
| 6  | O | Topi Jaakola          | 15. listopadu 1983 (33 let) | Jokerit                   |
| 36 | O | Joonas Järvinen       | 5. ledna 1989 (28 let)      | HC Rudá hvězda Kunlun     |
| 15 | Ú | Miro Aaltonen         | 7. června 1993 (23 let)     | HK Viťaz Moskevská oblast |
| 19 | Ú | Veli-Matti Savinainen | 5. ledna 1986 (31 let)      | Tappara Tampere           |
| 20 | Ú | Sebastian Aho         | 26. července 1997 (19 let)  | Carolina Hurricanes       |
| 23 | Ú | Joonas Kemppainen     | 7. dubna 1988 (29 let)      | HK Sibir Novosibirsk      |
| 29 | B | Harri Säteri          | 29. prosince 1989 (27 let)  | HK Viťaz Moskevská oblast |
| 31 | B | Joni Ortio            | 16. dubna 1991 (26 let)     | Skellefteå AIK            |
| 70 | B | Joonas Korpisalo      | 28. dubna 1994 (23 let)     | Columbus Blue Jackets     |
| 41 | Ú | Jani Lajunen          | 16. června 1990 (26 let)    | Tappara Tampere           |
| 38 | O | Juuso Hiatanen        | 14. června 1985 (31 let)    | HK Dynamo Moskva          |
| 39 | Ú | Jesse Puljujärvi      | 7. května 1998 (18 let)     | Edmonton Oilers           |
| 40 | Ú | Tomi Sallinen         | 11. února 1989 (28 let)     | HC Rudá hvězda Kunlun     |
| 41 | Ú | Antti Pihlström       | 22. října 1984 (32 let)     | Jokerit                   |
| 47 | O | Ville Lajunen         | 8. března 1988 (29 let)     | Jokerit                   |
| 50 | Ú | Juhamatti Aaltonen    | 4. června 1985 (31 let)     | HIFK Hockey               |
| 51 | Ú | Valtteri Filppula     | 20. března 1984 (33 let)    | Philadelphia Flyers       |
| 55 | O | Atte Ohtamaa          | 6. listopadu 1987 (29 let)  | Ak Bars Kazaň             |
| 60 | O | Julius Honka          | 3. prosince 1995 (21 let)   | Dallas Stars              |
| 62 | Ú | Oskar Osala           | 26. prosince 1987 (29 let)  | Metallurg Magnitogorsk    |
| 96 | Ú | Mikko Rantanen        | 29. října 1996 (20 let)     | Colorado Avalanche        |
| 33 | Ú | Markus Hännikäinen    | 26. března 1993 (24 let)    | Columbus Blue Jackets     |
| 37 | Ú | Mika Pyörälä          | 13. července 1981 (35 let)  | Oulun Kärpät              |

### Soupiska francouzského týmu

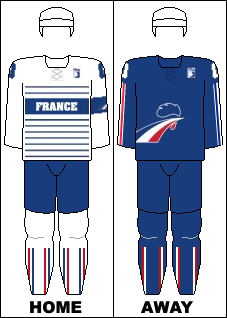
Dresy francouzské hokejové reprezentace na MS 2017

Trenér Dave Henderson nominoval na šampionát 2017 tyto hráče. 
- Hlavní trenér: Dave Henderson
- Asistent trenéra: Stephane Barin
- Generální manažer: Renaud Jacquin

| 3  | O | Jonathan Janil           | 24. září 1987 (29 let)      | Boxers de Bordeaux    |
| 4  | O | Antonin Manavian         | 26. srpna 1987 (29 let)     | Székesfehérvár        |
| 9  | Ú | Damien Fleury            | 1. února 1986 (31 let)      | HC Rudá hvězda Kunlun |
| 10 | Ú | Laurent Meunier –        | 16. ledna 1979 (38 let)     | HC La Chaux-de-Fonds  |
| 12 | Ú | Valentin Claireaux       | 5. dubna 1991 (26 let)      | Lukko Rauma           |
| 14 | Ú | Stéphane Da Costa        | 11. července 1989 (27 let)  | HK Dynamo Moskva      |
| 18 | O | Yohann Auvitu            | 27. července 1989 (27 let)  | New Jersey Devils     |
| 21 | Ú | Antonie Roussel          | 21. listopadu 1989 (27 let) | Dallas Stars          |
| 23 | Ú | Maurin Bouvet            | 28. května 1995 (21 let)    | Rapaces de Gap        |
| 25 | Ú | Nicolas Ritz             | 26. února 1992 (25 let)     | Herning Blue Fox      |
| 27 | Ú | Loic Lampérier           | 7. srpna 1989 (27 let)      | Rouen Hockey Élite 76 |
| 28 | O | Damien Raux              | 3. listopadu 1984 (32 let)  | Rouen Hockey Élite 76 |
| 29 | Ú | Floran Douay             | 7. února 1995 (22 let)      | Ženeva-Servette HC    |
| 33 | B | Ronan Quemener           | 13. února 1988 (29 let)     | Aalborg Pirates       |
| 39 | B | Cristobal Huet           | 3. září 1975 (41 let)       | Lausanne HC           |
| 41 | Ú | Pierre-Edouard Bellemare | 6. března 1985 (32 let)     | Philadelphia Flyers   |
| 44 | O | Olivier Dame-Malka       | 30. května 1990 (26 let)    | Rouen Hockey Élite 76 |
| 49 | B | Florian Hardy            | 8. února 1985 (32 let)      | Dornbirner EC         |
| 62 | O | Florian Chakiachvili     | 18. března 1992 (25 let)    | Rouen Hockey Élite 76 |
| 72 | Ú | Jordann Perret           | 15. října 1994 (22 let)     | Rouen Hockey Élite 76 |
| 74 | O | Nicolas Besch            | 25. října 1984 (32 let)     | Boxers de Bordeaux    |
| 77 | Ú | Sacha Treille            | 6. listopadu 1987 (29 let)  | Rouen Hockey Élite 76 |
| 80 | Ú | Teddy Da Costa           | 17. února 1986 (31 let)     | Orli Znojmo           |
| 81 | Ú | Antony Rech              | 9. července 1992 (24 let)   | Rapaces de Gap        |
| 84 | O | Kevin Hecquefeuille      | 20. listopadu 1984 (32 let) | HC La Chaux-de-Fonds  |

### Soupiska kanadského týmu

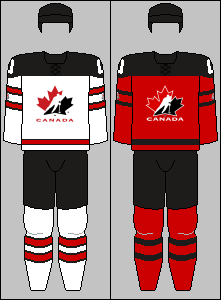
Dresy kanadské hokejové reprezentace na MS 2017

Trenér Bill Peters nominoval na šampionát 2017 tyto hráče. 
- Hlavní trenér: Bill Peters
- Asistent trenéra: Dave Cameron
- Asistent trenéra: Mike Yeo
- Asistent trenéra: George McPhee

| 1  | B | Eric Comrie         | 6. června 1995 (21 let)    | Manitoba Moose         |
| 4  | O | Tyson Barrie        | 26. července 1991 (25 let) | Colorado Avalanche     |
| 5  | O | Jason Demers        | 9. června 1988 (28 let)    | Florida Panthers       |
| 7  | O | John Morrissey      | 28. března 1995 (22 let)   | Winnipeg Jets          |
| 9  | Ú | Matt Duchene        | 16. ledna 1991 (26 let)    | Colorado Avalanche     |
| 10 | Ú | Brayden Schenn      | 22. srpna 1991 (25 let)    | Philadelphia Flyers    |
| 11 | Ú | Travis Konecny      | 11. března 1997 (20 let)   | Philadelphia Flyers    |
| 12 | O | Colton Parayko      | 12. března 1993 (24 let)   | St. Louis Blues        |
| 14 | Ú | Sean Couturier      | 7. prosince 1992 (24 let)  | Philadelphia Flyers    |
| 16 | Ú | Mitchell Marner     | 5. května 1997 (20 let)    | Toronto Maple Leafs    |
| 17 | Ú | Wayne Simmonds      | 26. srpna 1988 (28 let)    | Philadelphia Flyers    |
| 19 | O | Mike Matheson       | 27. února 1994 (23 let)    | Florida Panthers       |
| 21 | Ú | Brayden Point       | 13. března 1996 (21 let)   | Tampa Bay Lightning    |
| 24 | O | Calvin de Haan      | 9. května 1991 (25 let)    | New York Islanders     |
| 28 | Ú | Claude Giroux –     | 12. ledna 1988 (29 let)    | Philadelphia Flyers    |
| 29 | Ú | Nathan MacKinnon    | 1. května 1995 (22 let)    | Colorado Avalanche     |
| 31 | B | Calvin Pickard      | 15. dubna 1992 (25 let)    | Colorado Avalanche     |
| 42 | O | Chris Lee           | 3. října 1980 (36 let)     | Metallurg Magnitogorsk |
| 44 | O | Marc-Edouard Vlasic | 30. března 1987 (30 let)   | San Jose Sharks        |
| 53 | Ú | Jeff Skinner        | 16. května 1992 (24 let)   | Carolina Hurricanes    |
| 55 | Ú | Mark Scheifele      | 15. března 1993 (24 let)   | Winnipeg Jets          |
| 71 | Ú | Alex Killorn        | 14. září 1989 (27 let)     | Tampa Bay Lightning    |
| 90 | Ú | Ryan O'Reilly       | 7. února 1991 (26 let)     | Buffalo Sabres         |
| 30 | B | Chad Johnson        | 10. června 1986 (30 let)   | Calgary Flames         |

### Soupiska norského týmu

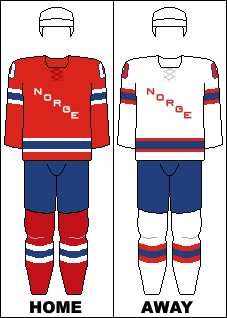
Dresy norské hokejové reprezentace na MS 2017

Trenér Roy Johansen nominoval na šampionát 2017 tyto hráče. 
- Hlavní trenér: Roy Johansen
- Asistent trenéra: Sjur Robert Nielsen
- Asistent trenéra: Per-Erik Alcen

| 4  | O | Johannes Johannesen   | 1. března 1997 (20 let)     | Frölunda HC        |
| 5  | O | Erlend Lesund         | 11. prosince 1994 (22 let)  | Mora IK            |
| 8  | Ú | Mathias Trettenes     | 8. listopadu 1993 (23 let)  | Almtuna IS Uppsala |
| 13 | Ú | Sondre Olden          | 29. srpna 1992 (24 let)     | Leksands IF        |
| 20 | Ú | Anders Bastiansen     | 31. října 1980 (36 let)     | IK Frisk Asker     |
| 22 | Ú | Martin Röymark        | 10. listopadu 1986 (30 let) | Tappara Tampere    |
| 24 | Ú | Andreas Martinsen     | 13. června 1990 (26 let)    | Colorado Avalanche |
| 6  | O | Jonas Holøs –         | 27. srpna 1987 (29 let)     | Färjestad BK       |
| 26 | Ú | Kristian Forsberg     | 5. května 1986 (31 let)     | Stavanger Oilers   |
| 10 | O | Mattias Nörstebö      | 3. června 1995 (21 let)     | Frölunda HC        |
| 30 | B | Lars Haugen           | 19. března 1987 (30 let)    | Färjestad BK       |
| 33 | B | Henrik Haukeland      | 6. prosince 1994 (22 let)   | Leksands IF        |
| 70 | B | Steffen Söberg        | 6. srpna 1993 (23 let)      | Valerenga Oslo     |
| 28 | Ú | Niklas Roest          | 3. srpna 1986 (30 let)      | Sparta Sarpsborg   |
| 40 | Ú | Ken Andre Olimb       | 21. ledna 1989 (28 let)     | Linköpings HC      |
| 41 | Ú | Patrick Thoresen      | 7. listopadu 1983 (33 let)  | ZSC Lions          |
| 14 | O | Dennis Sveum          | 27. listopadu 1986 (30 let) | Stavanger Oilers   |
| 42 | O | Henrik Ödegaard       | 12. února 1988 (29 let)     | IK Frisk Asker     |
| 47 | O | Alexander Bonsaksen   | 24. ledna 1987 (30 let)     | Tappara Tampere    |
| 46 | Ú | Mathis Olimb          | 1. února 1986 (31 let)      | Linköpings HC      |
| 51 | Ú | Mats Rosseli Olsen    | 29. dubna 1991 (26 let)     | Frölunda HC        |
| 90 | O | Daniel Sörvik         | 11. března 1990 (27 let)    | HC Verva Litvínov  |
| 61 | Ú | Alexander Reichenberg | 13. června 1992 (24 let)    | Storhamar Hockey   |
| 82 | Ú | Jorgen Karterud       | 6. května 1994 (23 let)     | Linköpings HC      |
| 93 | Ú | Thomas Valkvae Olsen  | 18. května 1993 (23 let)    | BIK Karlskoga      |

### Soupiska slovinského týmu

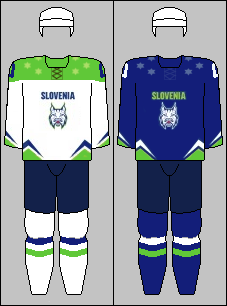
Dresy slovinské hokejové reprezentace na MS 2017

Trenér Matjaž Kopitar nominoval na šampionát 2017 tyto hráče. 
- Hlavní trenér: Matjaž Kopitar
- Asistent trenéra: Nik Zupančič

| 4  | D | Andrej Tavželj          | 14. března 1984 (33 let)   | Ducs d'Angers                 |
| 7  | D | Klemen Pretnar          | 31. srpna 1986 (30 let)    | Junosť Minsk                  |
| 8  | F | Žiga Jeglič             | 24. února 1988 (29 let)    | HC Slovan Bratislava          |
| 12 | F | David Rodman            | 10. září 1983 (33 let)     | Brûleurs de Loups de Grenoble |
| 14 | D | Matic Podlipnik         | 9. srpna 1992 (24 let)     | LHC Les Lions                 |
| 15 | D | Blaž Gregorc            | 18. ledna 1990 (27 let)    | Mountfield HK                 |
| 16 | F | Aleš Mušič              | 28. června 1982 (34 let)   | HDD Olimpija Ljubljana        |
| 18 | F | Ken Ograjenšek          | 30. srpna 1991 (25 let)    | Graz 99ers                    |
| 19 | F | Žiga Pance              | 1. ledna 1989 (28 let)     | EC KAC                        |
| 23 | D | Luka Vidmar             | 17. května 1986 (30 let)   | Frederikshavn White Hawks     |
| 24 | F | Rok Tičar               | 3. května 1989 (28 let)    | Avtomobilist Jekatěrinburg    |
| 26 | F | Jan Urbas – A           | 26. ledna 1989 (28 let)    | EC VSV                        |
| 28 | D | Aleš Kranjc             | 29. července 1981 (35 let) | EC Bad Nauheim                |
| 32 | G | Gašper Krošelj          | 9. února 1987 (30 let)     | AIK Ishockey                  |
| 39 | F | Jan Muršak –            | 20. ledna 1988 (29 let)    | CSKA Moskva                   |
| 40 | G | Luka Gračnar            | 31. října 1993 (23 let)    | EC Red Bull Salzburg          |
| 51 | D | Mitja Robar             | 4. ledna 1983 (34 let)     | EC KAC                        |
| 55 | F | Robert Sabolič          | 18. září 1988 (28 let)     | Admiral Vladivostok           |
| 61 | D | Jurij Repe              | 17. září 1994 (22 let)     | HC Kladno                     |
| 69 | G | Matija Pintarič         | 11. srpna 1989 (27 let)    | LHC Les Lions                 |
| 71 | F | Boštjan Goličič         | 12. června 1989 (27 let)   | Brûleurs de Loups de Grenoble |
| 76 | F | Nik Pem                 | 30. srpna 1995 (21 let)    | Heilbronner Falken            |
| 86 | D | Sabahudin Kovačević – A | 26. února 1986 (31 let)    | Junosť Minsk                  |
| 91 | F | Miha Verlič             | 21. srpna 1991 (25 let)    | EC VSV                        |
| 92 | F | Anže Kuralt             | 31. října 1991 (25 let)    | Brûleurs de Loups de Grenoble |

### Soupiska švýcarského týmu

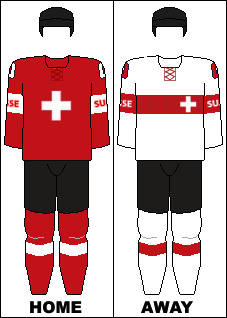
Dresy švýcarské hokejové reprezentace na MS 2017

Trenér Glen Hanlon nominoval na šampionát 2017 tyto hráče. 
- Hlavní trenér: Glen Hanlon
- Asistent trenéra: Patrick Fischer
- Asistent trenéra: Colin Muller

| 16 | O | Raphael Diaz –    | 9. ledna 1986 (31 let)     | EV Zug             |
| 54 | O | Philippe Furrer   | 16. června 1985 (31 let)   | HC Lugano          |
| 27 | O | Dominik Schlumpf  | 3. března 1991 (26 let)    | EV Zug             |
| 24 | Ú | Reto Suri         | 25. března 1989 (28 let)   | EV Zug             |
| 96 | Ú | Damien Brunner    | 9. března 1986 (31 let)    | HC Lugano          |
| 92 | Ú | Gaëtan Haas       | 31. ledna 1992 (25 let)    | EHC Biel           |
| 61 | Ú | Fabrice Herzog    | 9. prosince 1994 (22 let)  | ZSC Lions          |
| 70 | Ú | Denis Hollenstein | 15. října 1989 (27 let)    | EHC Kloten         |
| 62 | Ú | Denis Malgin      | 18. ledna 1997 (20 let)    | Florida Panthers   |
| 76 | O | Joël Genazzi      | 10. února 1988 (29 let)    | Lausanne HC        |
| 8  | Ú | Vincent Praplan   | 10. června 1994 (22 let)   | EHC Kloten         |
| 34 | O | Dean Kukan        | 8. července 1993 (23 let)  | Cleveland Monsters |
| 63 | B | Leonardo Genoni   | 28. srpna 1987 (29 let)    | SC Bern            |
| 1  | B | Jonas Hiller      | 12. února 1982 (35 let)    | EHC Biel           |
| 26 | B | Miklas Schlegel   | 3. srpna 1994 (22 let)     | ZSC Lions          |
| 71 | Ú | Tanner Richard    | 6. dubna 1993 (24 let)     | Syracuse Crunch    |
| 9  | Ú | Thomas Rüfenacht  | 22. února 1985 (32 let)    | SC Bern            |
| 19 | Ú | Reto Schäppi      | 27. ledna 1991 (26 let)    | ZSC Lions          |
| 55 | O | Romain Loeffel    | 10. března 1991 (26 let)   | Ženeva-Servette HC |
| 53 | O | Christian Marti   | 29. března 1993 (24 let)   | ZSC Lions          |
| 23 | Ú | Simon Bodenmann   | 2. března 1988 (29 let)    | SC Bern            |
| 65 | O | Ramón Untersander | 21. ledna 1991 (26 let)    | SC Bern            |
| 10 | Ú | Andres Ambühl     | 14. září 1983 (33 let)     | HC Davos           |
| 89 | Ú | Cody Almond       | 24. července 1989 (27 let) | Ženeva-Servette HC |
| 44 | Ú | Pius Suter        | 24. května 1996 (20 let)   | ZSC Lions          |